# Johann Georg Hermann Voigt

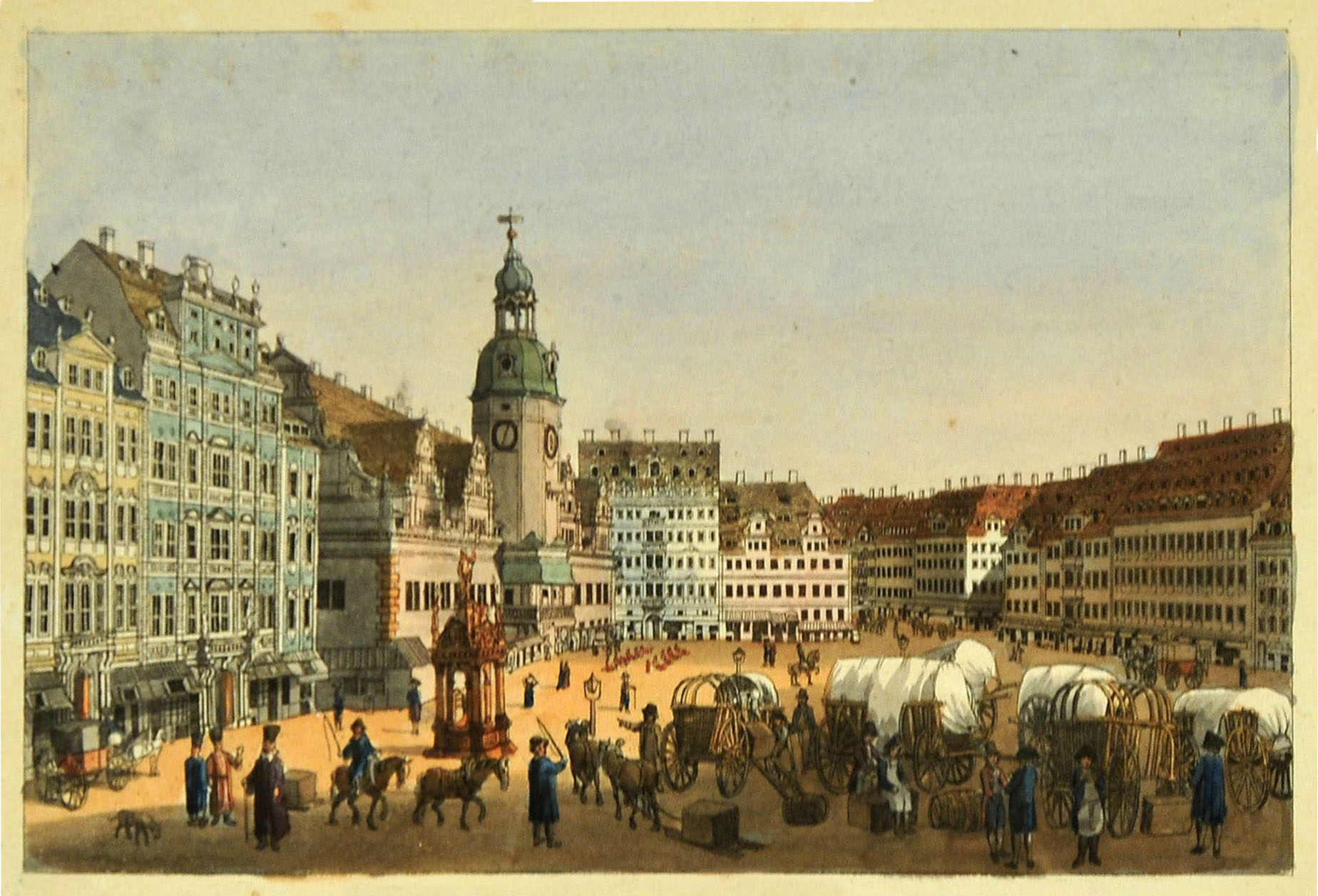
Mercat del Catharinesstrasse pel 1804, temps en què Hermann Voigt va romandre en la ciutat de Leipzig

Johann Georg Hermann Voigt (Osterwieck, 14 de maig de 1769 – Leipzig, 24 de febrer de 1811) fou un compositor alemany.
Estudià amb mestres diversos, aprenent, a més de la composició, a tocar diversos instruments. Després de romandre alguns temps com a organista de l'església de Sant Pere de Leipzig, assolí la mateixa plaça a la de l'església de Sant Tomàs, que ocupà fins a la seva mort i fou sempre molt apreciada, des que Johann Sebastian Bach l'ocupà, i on tingué alumnes com el rus Kaschperow.
Compongué 12 minuets per a orquestra, 7 quartets, per a instruments de corda, 1 trió, 1 concert per a viola, 1 polonesa, per a violoncel i orquestra, 6 scherzos, per a piano a quatre mansi i 3 sonates per a piano.